# فانكوفر وايتكابس (1974–1984)
كان فريق فانكوفر وايت كابس الأصلي فريق كرة قدم محترف تأسس في 11 ديسمبر 1973. خلال السبعينيات والثمانينيات لعبوا في دوري أمريكا الشمالية لكرة القدم (1968-1984) (NASL).
تضمنت وايت كابس في تلك الحقبة لاعبين دوليين مثل ألان بول، رود كرول وبروس جروبيلار، ولكن أيضًا النجوم الكولومبية البريطانية مثل بوبي وسام ليناردوزي، باز بارسونز، وبروس ويلسون.
في عام 1979، فريق "Village of Vancouver" (إشارة إلى ملاحظة ABC TV sportscaster جيم مكاي (صحفي) بأن «فانكوفر يجب أن تكون مثل القرية المهجورة الآن»، مع وجود الكثير من الناس يشاهدون المباراة على التلفزيون) تغلب على القوة نيويورك كوسموس (1970–85) في واحدة من أكثر سلاسل المباريات إثارة في تاريخ NASL للتقدم إلى 1979 Soccer Bowl. السبت 8 سبتمبر 1979 انتصروا على تامبا باي راوديز في ملعب جاينتس أمام حشد من 50699 (تم بيع 66843 تذكرة للمباراة).
خلال هذه الفترة القصيرة، بلغ الاهتمام بكرة القدم ذروته في فانكوفر. نما حضور Whitecaps في Empire Stadium إلى متوسط 28000 لكل مباراة مع وصول المباريات إلى 32000 متفرج. كما سجل الفريق مسارين، حيث أصبح "White Is the Colour" (انطلاقة من أغنية نادي تشيلسي "Blue Is the Colour") نجاحا كبيرا في الإذاعة المحلية خلال الفترة التي سبقت فوزهم بالبطولة.
بعد اللعب في استاد إمباير الذي يتسع لـ 32 ألف مقعد في فانكوفر، انتقل الفريق إلى ملعب بي سي بليس الجديد الذي يتسع لـ 60 ألف مقعد في عام 1983.
لعب الفريق دور البطولة داخل وخارج أثناء وجودهم. كان مدرج المحيط الهادئ بمثابة الملعب الرئيسي لموسم داخلي 1980-1981 و 1983-84 NASL. ومع ذلك، بالنسبة للموسم الداخلي 1981-1982، استخدم وايتكابس PNE Agrodome الأصغر كثيرًا، حيث أصبح مدرج المحيط الهادئ غير متاح.
مع زوال NASL في عام 1984، أُجبر فريق Whitecaps، إلى جانب العديد من الفرق الأخرى في NASL ، على الانسحاب.

## تاريخه
تم الإعلان عن فانكوفر كإمتياز توسعي في دوري أمريكا الشمالية لكرة القدم في 11 ديسمبر 1973، ومن المقرر أن تدخل الدوري في عام 1974 إلى جانب سياتل ساوندرز (1974-1983)، لوس أنجلوس أزتكس، وسان خوزيه إيرث كويكس. قاد هيرب كابوزي مجموعة الملكية المكونة من سبعة أشخاص وضمت العديد من رجال الأعمال من لوار مينلاند. كانت المدينة قد استضافت سابقًا فريق فانكوفر الملكي الكنديين، وهو فريق تابع لاتحاد كرة القدم المتحدة الذي لعب لموسم 1967 مع لاعبين من نادي سندرلاند وفي عام 1968 بصفتهم أفراد العائلة المالكة قبل الطي. أعلن الفريق عن اسمه، وايت كابس، في فبراير 1974 ووقعوا على أول لاعب لهم، مهاجم وست بروميتش ألبيون السابق ومهاجم فانكوفر الأصلي جلان جونسون.